# Grădina (Constanța)
Grădina es una comuna rumana del condado de Constanța.

## Geografía
La comuna está ubicada en la región de Dobruja septentrional.

## Historia
Hacia finales del siglo XIX, la comuna, que por entonces pertenecía al condado de Tulcea y estaba compuesta por las localidades de Tocsof, Chirișlic, Culelia, Rîmnicu-de-Sus y Rîmnicu-de-Jos, tenía contabilizada una población de 2010 habitantes.
En la segunda mitad del siglo XX la comuna, que había pasado a formar parte del condado de Constanța, estaba compuesta por las localidades de Grădina, Casian y Cheia. En el censo de 2021 la comuna tenía una población de 940 habitantes.